# Бергер, Андреас
Андреас Бергер (нем. Andreas Berger; род. 9 июня 1961, Гмунден, Верхняя Австрия) — австрийский легкоатлет, специалист по бегу на короткие дистанции. Выступал за сборную Австрии по лёгкой атлетике в 1986—1992 годах, чемпион Европы в помещении, многократный победитель и призёр первенств национального значения, действующий рекордсмен страны в дисциплине 60 метров, участник двух летних Олимпийских игр.

## Биография
Андреас Бергер родился 9 июня 1961 года в Гмундене, Австрия.
Первого серьёзного успеха добился в сезоне 1982 года, когда стал чемпионом Австрии в эстафете 4 × 100 метров, а в 1984 году впервые выиграл национальное первенство в индивидуальном беге на 100 метров.
В 1986 году вошёл в состав австрийской сборной и выступил на чемпионате Европы в помещении в Мадриде, где в зачёте бега на 60 метров занял итоговое пятое место. Также стартовал в беге на 100 метров на чемпионате Европы в Штутгарте, дошёл до стадии полуфиналов.
В 1987 году бежал 60 метров на чемпионате Европы в помещении в Льевене, 100 и 200 метров на чемпионате мира в Риме.
В 1988 году на домашних соревнованиях в Вене превзошёл всех соперников и установил ныне действующий национальный рекорд Австрии в дисциплине 60 метров — 6,56. На чемпионате Европы в помещении в Будапеште дошёл до полуфинала в беге на 60 метров и с личным рекордом 20,85 стал четвёртым в беге на 200 метров. Летом на турнире в Линце установил личный рекорд на дистанции 100 метров — 10,15. Благодаря череде успешных выступлений удостоился права защищать честь страны на летних Олимпийских играх в Сеуле — участвовал в программах 100 и 200 метров, в обоих случаях остановился на стадиях четвертьфиналов.
В 1989 году на чемпионате Европы в помещении в Гааге одержал победу в беге на 60 метров и показал четвёртый результат в беге на 200 метров. На чемпионате мира в помещении в Будапеште дошёл до полуфинала в 60-метровой дисциплине.
На чемпионате Европы в помещении 1990 года в Глазго занял четвёртое место на дистанции 60 метров и дошёл до полуфинала на дистанции 200 метров.
В 1991 году бежал 60 и 200 метров на чемпионате мира в помещении в Севилье, соревновался в 100-метровой дисциплине на чемпионате мира в Токио.
В 1992 году в дисциплинах 60 и 200 метров отметился выступлением на чемпионате Европы в помещении в Генуе. Принимал участие в Олимпийских играх в Барселоне — в беге на 100 метров остановился на предварительном квалификационном этапе, в программе бега на 200 метров дошёл до четвертьфинала, тогда как в эстафете 4 × 100 метров вместе с соотечественниками Томасом Реннером, Кристофом Пёстингером и Францем Ратценбергером показал в финале седьмой результат.
Бергер является многократным чемпионом Австрии в беге на 100 метров (1984—1989, 1991), беге на 200 метров (1984—1989), эстафете 4 × 100 метров (1982—1989, 1991).
В 1993 году вместе с партнёрами по команде Томасом Реннером, Францем Ратценбергером и Гернотом Келлермайром провалил допинг-тест — их пробы показали наличие анаболического стероида метандиенона. В итоге спортсмена дисквалифицировали на 2 года, и на этом его карьера закончилась.